# Daniel Stålhammar (fotbollsdomare)
Daniel Stålhammar, född 20 oktober 1974, är en svensk före detta fotbollsdomare. Stålhammar bor i Landskrona.
Han har varit FIFA-domare sedan 2004. Han debuterade som förbundsdomare 1995. Han slutade som domare 2013 och hade då dömt 186 matcher i Allsvenskan, 73 matcher i Superettan och 73 internationella matcher.